# Viștea
Viștea (en allemand : Wischt, en hongrois : Vist) est une commune roumaine du județ de Brașov, dans la région historique de Transylvanie.

## Localisation
Viștea est située dans la partie ouest du comté de Brașov, au pied de Monts Făgăraș, dans le Pays de Făgăraș (aire historique dans la région de Transylvanie), à la 20 km de la ville de Făgăraș et à 88 km de la ville de Brașov.

## Villages
La commune de Viștea est composée des cinq villages suivants :
- Olteț (en allemand : Bessenbach et en hongrois : Besimbák)
- Rucăr (en allemand : Ruckersdorf et en hongrois : Rukkor)
- Viștea de Jos (en allemand : Unterwischt et en hongrois : Alsóvist), siège de la commune
- Viștea de Sus
- Viștișoara (en hongrois : Kisvist)

## Monuments et lieux touristiques
- Église « St. Archangels » du village de Viștea de Jos (construite aux XVe et XXe siècles), monument historique
- Église « Annonciation » du village de Viștea de Sus (construite en 1848), monument historique
- Abside de l'église « Saint Nicolas » du village de Olteț (construction 1772), monument historique
- L'Ancienne auberge de Viștea de Jos (construction 1827), monument historique
- Monts Făgăraș

## Personnalités
- Nicolae Lupu (1921-2001), historien et archéologue
- Stanciu Șandru Vasile (1821-1899), militaire